# Velvet Assassin
Velvet Assassin est un jeu vidéo d'infiltration développé par Replay Studios et édité par Gamecock Media Group. Le jeu est sorti en juin 2009 sur Windows et Xbox 360 et en décembre 2012 sur Macintosh.
L'action se déroule pendant la Seconde Guerre mondiale. Le joueur incarne Violette Summer, une agent britannique chargée de diverses missions allant de l'assassinat à la collecte d'informations. Le jeu s'inspire librement de la vie de la résistante et agent secret Violette Szabo.

## Développement
L'annonce du développement de Velvet Assassin remonte à 2003. À l'origine, le titre, baptisé Sabotage 1943, devait sortir sur PlayStation 2, Xbox et Windows au cours de l'hiver 2004. Puis, le titre disparaît avant de réapparaître en 2006 sous le nom de Sabotage, cette fois prévu pour le mois de janvier 2007 sur Windows uniquement.
En février 2008, le jeu est finalement rebaptisé Velvet Assassin, dont la sortie est confirmée pour la fin de l'année sur Xbox 360 et PC, la rumeur sur une éventuelle sortie du titre sur PlayStation 3 ayant été démentie. Malgré l'annonce du titre définitif, le jeu est sans cesse repoussé, et ne voit le jour qu'en juin 2009.
Le jeu est porté le 22 décembre 2012 sur Macintosh par Digital Tribe Entertainment.